# Sembadel
Sembadel é uma comuna francesa na região administrativa de Auvérnia-Ródano-Alpes, no departamento de Alto Loire. Estende-se por uma área de 18,31 km². Em 2010 a comuna tinha 233 habitantes (densidade: 12,7 hab./km²).